# Таунсенд, Клэйтон
Клэйтон Таунсенд (англ. Clayton Townsend; род. 9 февраля 1961 года, Лос-Анджелес, Калифорния, США) — американский кинопродюсер, телепродюсер и менеджер по производству. В период с 1988 по 1999 год он интенсивно сотрудничал с режиссером Оливером Стоуном в качестве сопродюсера и ассоциированного продюсера. Известные фильмы того периода — «Рождённый четвёртого июля» (1989), «Прирождённые убийцы» (1994) и «Каждое воскресенье» (1999). Другими заметными достижениями продюсера являются «The Blackout» (1997) и «Where's Marlowe?» (1998). Он также был исполнительным продюсером комедии «Сердцеедки» (2001) и «Плохая компания» (2002). В дополнение к художественным фильмам Клейтон выпустил несколько телевизионных пилотный эпизодов для Paramount Television, в том числе телефильм 2003 года «Homeland Security».
В 1990 году Таунсенд получил премию Гильдии режиссёров Америки за выдающиеся режиссерские достижения в кинофильмах за фильм «Рожденный четвёртого июля». Он разделил эту награду с Оливером Стоуном. В 2012 году Клейтон был номинирован на премию Гильдии продюсеров Америки как лучший продюсер театральных фильмов за фильм «Девичник в Вегасе». С 1992 года он является президентом Itinerant Film Corporation, частной производственной компании, расположенной в Лос-Анджелесе.

## Избранная фильмография

### Фильмы
| Продюсер - «Рождённый четвёртого июля» (1989, ассоциативный продюсер) - «Прирождённые убийцы» (1994) - «Никсон» (1995) - «The Blackout» (1997) - «Поворот» (1997) - «Where's Marlowe?» (1998) - «Каждое воскресенье » (1999) - «Сорокалетний девственник» (2005) - «Немножко беременна» (2007) - «Взлёты и падения: История Дьюи Кокса» (2007) - «Начало времён» (2009) - «Приколисты» (2009) - «Девичник в Вегасе» (2011) - «Люди как мы» (2012) - «Любовь по-взрослому» (2012) - «Форсаж 6» (2013) - «Несломленный» (2014) - «Образцовый самец 2» (2016) - «Птичий короб» (2018) - «Холмс & Ватсон» (2018) - «Форсаж 9» (2021) - «Форсаж 10» (2023) | Исполнительный продюсер - «Сердцеедки» (2001) - «Плохая компания» (2002) - «Ключ от всех дверей» (2005) - «Тройной форсаж: Токийский дрифт» (2006) |  |

### Television
- «Homeland Security» (2004, пилотный эпизод)
- «Сонная Лощина» (2013, пилотный эпизод)
- «Скорпион» (2014, 1 эпизод)